# Laguna Verde (El Salvador)
La Laguna Verde es una laguna ubicada entre los cantones Palo Verde y San Juan de Dios, del municipio de Ahuachapán, además de Apaneca y Juayúa, en El Salvador.

## Geografía
Esta laguna pertenece a la cadena volcánica reciente de El Salvador, sobre la cordillera de Apaneca-Lamatepec. Es considerada como un "humedal de altura", al encontrarse entre los 1,605 a 1,829 metros sobre el nivel del mar, en el borde más alto del cráter. La temperatura ronda una media anual de 12 a 18 °C.

## Flora y Fauna
En la laguna pueden encontrarse juncos (Eleocharis sellowiana), la Habenaria repens, una especie de orquídea semiacuática que se encuentra únicamente en la zona de la laguna, también robles y el tatascamite. Además, existen registros de la existencia de pimienta acuática y de jacintos o lirios de agua (Eichhornia crassipes).
La fauna de la laguna registra la presencia de 16 especies de aves en la zona y los alrededores de la misma. Algunas de ellas son migratorias. También se encuentran los chimbolos, la única especie de peces en la laguna. Junto a estas especies, también son autóctonas la focha americana y el zampullín de pico grueso.